# Jakobsstige
Jakobsstigen (eller himmelstigen) har sin oprindelse i Det gamle Testamente, hvor en af patriarkerne, Jakob, ser en stige i en drøm. Stigen rakte op til himlen og Jakob så engle stige op og ned ad den. I kristendommen er stigen et symbol på menneskets vej til himlen (og Gud).

## Jul
Jakobsstigen som symbol benyttes ofte i juleudsmykningen. Oprindeligt var det en stige klippet af en lang strimmel glanspapir eller lignende, så den kunne række fra toppen af juletræet og ned til gulvet, ofte med en eller flere engle på. Den kunne også laves af flere papirstrimler, der klæbes sammen i ringe til en lang kæde, og denne form bruges nu de fleste steder som frithængende guirlander uden nogen relation til juletræet.
I Grundtvigs berømte julesalme "Velkommen igen, Guds engle små" bruger salmedigteren himmelstigen som symbol på julesalmens stigen til himmels og Guds svar om fred og glæde:
Da vandre Guds Engle op og ned
Paa Psalmens Tone-Stige,
Da siger Vorherre Selv "Guds Fred"
Til dem, den efterhige,
Da aabner sig Himlens Borge-Led,
Da kommer ret Guds Rige!
Salmen findes i en sprogligt moderniseret udgave i Den Danske Salmebog.